# Пиренейска дива коза
Пиренейската дива коза (Rupicapra pyrenaica) е антилопа коза, която живее в Пиренеите и Кантабрийските планини на Испания, Франция и Андора и Апенините в централна Италия. Това е един от двата вида от род Диви кози (Rupicapra), другият е дивата коза Rupicapra rupicapra.

## Подвидове
- R. p. pyrenaica (пиренейска дива коза): Франция и Испания
- R. p. parva (кантабрийска дива коза): Испания
- R. p. ornata (апенинска дива коза): Централна и Южна Италия

## Описание
Пиренейската дива коза достига височина до 80 см. Лятната ѝ козина е руменокафява, а през зимата е черна или кафява, с по-тъмни петна около очите. И мъжките, и женските екземпляри имат рогове, извити назад, достигащи до 20 см дължина. Хранят се с трева, лишеи и пъпки на дървета. Стабилни и пъргави, те се намират на всяка надморска височина до 3000 м.

## Опазване
Подобно на други видове дива коза, пиренейската дива коза е била ловувана почти до изчезване, особено през 40-те години на миналия век, за производството на гюдерия. Оттогава популацията се е възстановила и през 2022 г. се оценява на около 50 000 зрели индивида.

## Препратки
1. ↑  Rupicapra pyrenaica (Bonaparte, 1845). // IUCN Red List of Threatened Species. International Union for Conservation of Nature. Посетен на 2 януари 2023 г. (на английски)
2. 1 2  Herrero, J.; Lovari, S.; Nores, C.; Toigo, C. (2022). "Rupicapra pyrenaica". IUCN Red List of Threatened Species. 2022: e.T19771A217715455. doi:10.2305/IUCN.UK.2022-1.RLTS.T19771A217715455.en. Retrieved 21 July 2022.
3. ↑  Регламент (ЕО) № 338/97 на Съвета от 9 декември 1996 година относно защитата на видовете от дивата флора и фауна чрез регулиране на търговията с тях //  EUR-Lex.   Посетен на 2022-10-04.
4. ↑  Pérez-Barbería, F. J., García-González, R. (2004). "Rebeco – Rupicapra pyrenaica." Enciclopedia Virtual de los Vertebrados Españoles. Carrascal, L. M., Salvador, A. (Eds.). Museo Nacional de Ciencias Naturales. Madrid, Spain.